# Galaktolipaza
Galaktolipaza (EC 3.1.1.26, galaktolipidna lipaza, poligalaktolipaza, galaktolipidna acilhidrolaza) je enzim sa sistematskim imenom 1,2-diacil-3-beta--galaktozil--glicerol acilhidrolaza. Ovaj enzim katalizuje sledeću hemijsku reakciju
1,2-diacil-3-beta--galaktozil--glicerol + 22O {\displaystyle \rightleftharpoons } 3-beta-D-galaktozil--glicerol + 2 karboksilati
Ovaj enzim takođe deluje na 2,3-di-O-acil-1-O-(6-O-alfa-D-galaktozil-beta-D-galaktozil)-D-glicerol, fosfatidilholin i druge fosfolipide.

## Literatura
- Nicholas C. Price; Lewis Stevens (1999). Fundamentals of Enzymology: The Cell and Molecular Biology of Catalytic Proteins (Third изд.). USA: Oxford University Press. ISBN 019850229X.
- Eric J. Toone (2006). Advances in Enzymology and Related Areas of Molecular Biology, Protein Evolution (Volume 75 изд.). Wiley-Interscience. ISBN 0471205036.
- Branden C; Tooze J. Introduction to Protein Structure. New York, NY: Garland Publishing. ISBN 0-8153-2305-0.
- Irwin H. Segel. Enzyme Kinetics: Behavior and Analysis of Rapid Equilibrium and Steady-State Enzyme Systems (Book 44 изд.). Wiley Classics Library. ISBN 0471303097.
- William P. Jencks (1987). Catalysis in Chemistry and Enzymology. Dover Publications. ISBN 0486654605.

## Spoljašnje veze
- Galactolipase на 